# Looksmaxxing

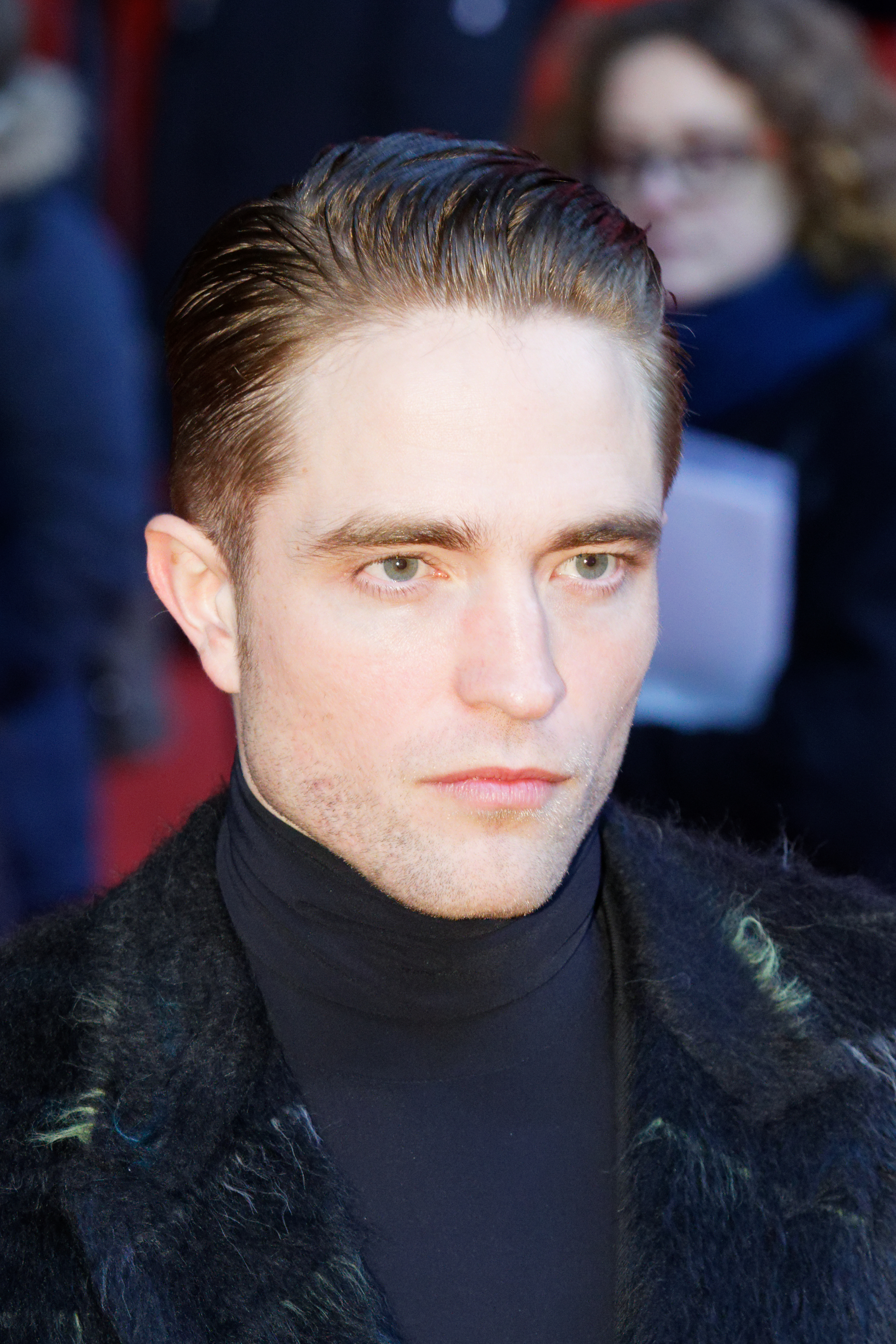
Robert Pattinson é um exemplo de uma pessoa com "olhos de caçador"

Looksmaxxing, também conhecido como looksmaxing, looksmaxx ou looksmax, é o processo de maximizar a atratividade física de uma pessoa. Embora a prática como um todo possa se referir à higiene simples, métodos mais extremos foram associados ao looksmaxxing, como o mewing. A prática é afiliada à subcultura incel e teve origem em quadros de mensagens da "manosfera", como Lookism, Sluthate e PUAHate. A prática tornou-se uma tendência do TikTok e tornou-se popular entre a maioria dos adolescentes na década de 2020, com origens que remontam a meados de 2014.

## Visão geral

### Softmaxxing
Looksmaxxing é uma prática na qual as pessoas realizam várias rotinas de cuidados com o corpo em um esforço para melhorar a aparência física. Algumas dessas práticas são bastante comuns e padronizadas, como limpar a acne facial, ir à academia, fazer um novo corte de cabelo ou hidratar-se. Essas práticas são as mais populares e são consideradas softmaxxing. Outras práticas foram associadas ao looksmaxxing, sendo um exemplo popular o ato de meewing, que envolve a realização de vários exercícios com a língua com o objetivo de obter uma "mandíbula quadrada". Esses métodos são os mais populares compartilhados no TikTok, onde os homens "bonitos" geralmente são os que dão os conselhos. Esses métodos foram popularizados anteriormente por revistas como GQ, Esquire e Men's Health, que compartilhavam conselhos sobre cuidados com a pele e penteados. Alguns que participam do looksmaxxing consideram que estão obtendo "ganhos faciais".

### Hardmaxxing
Algumas pessoas que praticam o lookmaxxing também praticam métodos mais extremos. Isso foi cunhado como hardmaxxing, e aqueles que o praticam se referem a si mesmos como hardmaxxers. As práticas associadas ao hardmaxxing incluem fazer implantes ou cirurgias de alongamento de membros, passar fome intencionalmente (starvemaxxing), usar hidratantes para tentar parecer mais branco (whitemaxxing) e não atingir o clímax sexual em um esforço para aumentar a testosterona (edging). Um método adicional, conhecido como bonesmashing, refere-se ao ato de bater o rosto contra objetos para criar uma "aparência esculpida". Embora essa prática seja considerada uma piada interna e poucos a tenham feito de fato, ela foi advertida como desinformação.
Alguns que participam do looksmaxxing também procuram outras pessoas para avaliar sua aparência, sendo que alguns se envolvem em quadros de mensagens anônimos associados à subcultura incel. Essa classificação tem sido considerada como o "valor de mercado sexual" de uma pessoa. Aqueles que determinam esse valor geralmente verificam uma variedade de características faciais diferentes. Uma das características mais proeminentes verificadas são os "olhos de caçador", que se referem a uma inclinação cantal positiva, semelhante à de um animal predador. Outras características verificadas incluem bochechas encovadas e "lábios franzidos". Para obter essas características, alguns realizam atos como o já mencionado mewing, esfregando-se contra a área orbital ou até mesmo fazendo cirurgia.
Aqueles que recebem uma classificação baixa são frequentemente assediados por sua aparência, com algumas formas de assédio incluindo o incentivo ao suicídio. Outros termos foram cunhados por essas comunidades em um esforço para "dominar os outros". Essas expressões incluem mogging, que se refere à afirmação de domínio sobre outra pessoa com base em sua aparência, e Y-pilled, que se refere ao fato de uma pessoa se considerar mais masculina do que a outra e é uma variação da expressão redpilled.

## História
A prática teve origem em quadros de mensagens da "manosfera", como Lookism.net e Incels.me, na década de 2010. Em 2015, um site de fórum chamado Looksmaxxer.com foi registrado no Internet Archive, cunhando o termo looksmaxxing e inspirando seu uso em sites de quadros de imagens anônimos, como o 4chan. O looksmaxxing tornou-se uma tendência do TikTok na década de 2020, principalmente entre adolescentes.

## Críticas
O looksmaxxing está ligado à subcultura incel desde sua origem. Escrevendo para o The Conversation, a professora sênior e pesquisadora Jamilla Rosdahl, do Australian College of Applied Psychology, considerou a prática de converter homens jovens em incels como resultado dos algoritmos do TikTok. Sobre a popularidade do looksmaxxing entre os jovens em geral, ela escreveu que "quando os jovens sentem que não podem controlar seu ambiente, eles podem recorrer a tendências como o looksmaxxing como algo que podem controlar", atribuindo vários problemas do mundo real, como uma economia instável.
Vários atos associados ao looksmaxxing foram criticados por médicos e descartados como desinformação, incluindo o mewing e o bonesmashing.